# NGC 127
NGC 127 est une galaxie lenticulaire située dans la constellation des Poissons. NGC 127 a été découverte par l'ingénieur irlandais Bindon Stoney en 1850.

## Caractéristiques
Sa vitesse par rapport au fond diffus cosmologique est de 3 745 ± 29 km/s, ce qui correspond à une distance de Hubble de 55,2 ± 3,9 Mpc (∼180 millions d'al).
À ce jour, quatre mesures non basées sur le décalage vers le rouge (redshift) donnent une distance de 75,250 ± 22,222 Mpc (∼245 millions d'al), ce qui est à l'intérieur des valeurs de la distance de Hubble.

## Groupe de NGC 128
NGC 127 est une galaxie du groupe de NGC 128. Ce groupe comprend les galaxies NGC 126, NGC 128 et NGC 130 ainsi que les galaxies UGC 275, UGC 277, UGC 281, UGC 282, UGC 283, MCG 0-2-45 et MCG 0-2-47. Il existe un pont de matière entre NGC 128 et NGC 127 créé par la forte interaction gravitationnelle entre ces deux galaxies.